# Villa Sant’Antonio
Villa Sant’Antonio ist eine italienische Gemeinde (comune) mit 325 Einwohnern (Stand 31. Dezember 2023) im Westen Sardiniens in der Provinz Oristano. Die Gemeinde liegt etwa 26,5 Kilometer ostsüdöstlich von Oristano.

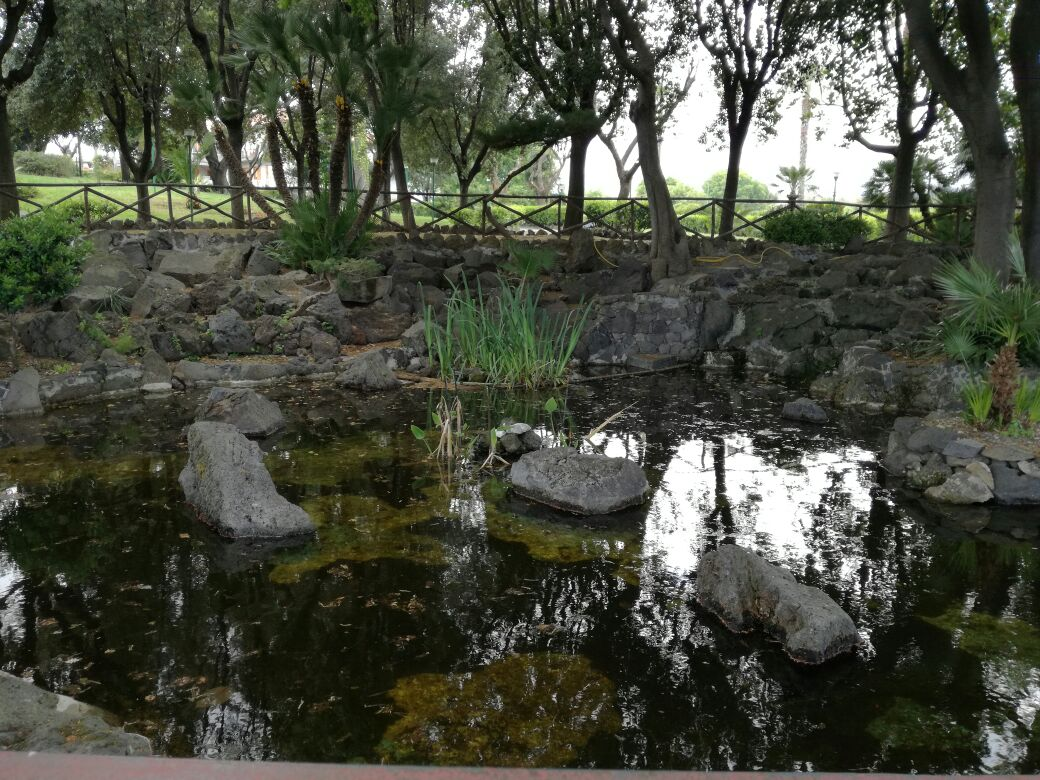
Villa comunale di Aci

Der Menhir Curru Tundu (oder Monte Curru Tundu) steht nördlich des Ortes nahe der Domus de Janas von Is Forrus.
Die Nekropole von Genna Salixi liegt südlich des Ortes.